# 马丁·温特
马丁·温特（德語：Martin Winter，1955年11月5日—1988年2月21日），德国男子赛艇运动员。他曾代表东德参加1980年夏季奥林匹克运动会赛艇比赛，联同弗兰克·敦德尔、卡斯滕·邦克和乌韦·黑普纳获得男子四人双桨金牌。